# Ivan Argote
Pour les articles homonymes, voir Argote.
Iván Argote (Iván Assad Argote Calderón) est un artiste contemporain, né à Bogota (Colombie) le 8 novembre 1983. Il travaille entre Paris et New York.

## Vie et travail
Il nait à Bogota, en 1983, dans une famille engagée dans le syndicalisme et la politique de gauche en Colombie : Lilia Calderón (mère), Alvaro Argote (père), Támara Argote (sœur). Entre 2000 et 2004, il fait des études en graphisme à l'Université nationale de Colombie. En 2005, il travaille comme assistant de réalisateur avec Camilo Matiz. Cette même année, il gagne le premier prix du 9e Salon National d'Art Universitaire ce qui lui donne le droit de faire un voyage à l'étranger. Il va en France et fait des études aux Beaux-Arts de Paris dans les ateliers de Claude Closky et Guillaume Paris, où il rencontre l'artiste Pauline Bastard avec qui il développera plusieurs projets en collaboration. Depuis 2006, Argote a participé à de nombreuses expositions dans différentes villes : Paris, New York, Berlin, Londres, Bruxelles, Prague, Vienne, Los Angeles, Miami, Bogotá, San Juan de Puerto Rico, entre autres.

## Projets
Iván Argote travaille sur plusieurs médias, vidéo, performance, informatique, sculpture et peinture. En 2008, il se fait connaitre pour avoir fait un graffiti sur deux Mondrian (sous verre) au Centre Pompidou (Retouch, 2008). Il multiplie des interventions faites dans la rue, dans des transports en commun, dans des musées et d'autres lieux publics. En 2009, Argote participe au Salon d'art contemporain de Montrouge,. Le travail d'Argote propose des questionnements autour du comment vivre ensemble et comment le pouvoir et l'histoire sont présents dans nos vies quotidiennes. Avec une certaine joie de vivre et beaucoup d'humour, il cherche à critiquer notre passivité, dans un esprit de non-résignation et rébellion. 
Argote crée aussi des interventions in situ. Il créa avec Pauline Bastard et Isabelle Le Normand "La collection permanente" à Mains d'Œuvres où il a été résident jusqu'au jour où un tragique incendie a rasé son atelier. Dans cette ligne, il fait "La lumière des commissaires" (2009) et notamment le "prix Iván Argote" (2011) où il détourne l'argent reçu pour la réalisation d'un projet et propose de créer un prix pour les étudiants de l'école d'art de Bourges (ENSA).
Il fait des expositions personnelles en 2008 et 2009 à la galerie Valenzuela Klenner (Bogotá), en 2011 il fait sa première exposition personnelle en France dans la galerie Emmanuel Perrotin, intitulée Caliente, en janvier 2011.

## Expositions

### Expositions personnelles
- 2011. La Mals, Sochaux, France
- 2011. Caliente, Galerie Emmanuel Perrotin, Paris
- 2010. L'OLM, Neuchâtel, Suisse, Commissaire: Renaud Loda
- 2010. Rising action, with Pauline Bastard Vernon projekt, Vernon Gallery, Prague
- 2010. Lots of love, with Pauline Bastard, Störk Gallery, Rouen, France
- 2009. A brake to dance, Galerie Valenzuela & Klenner, Bogota
- 2009. Valeur ajoutée, Galerie Hamish Morrison, Berlin
- 2008. Valor Agregado, Galerie Valenzuela & Klenner, Bogota

### Expositions collectives
- 2024. Triennale de Bruges, Belgique